# الغواصة الألمانية يو-851
غواصة يو-851 غواصة يو بوت ألمانية من الفئة التاسعة دي2 بنيت لسلاح بحرية ألمانيا النازية كريغسمارينه، في أحواض بناء السفن والآلات الألمانية وإيه جي فيزر في بريمن خلال الحرب العالمية الثانية. أبحرت يو-851 في 26 فبراير 1944 مع شحنة من الزئبق و500 بطارية لغواصات يو، واختفت في مارس 1944.